# Lindernia horombensis
Lindernia horombensis é uma espécie botânica do gênero Lindernia pertencente à família Linderniaceae.